# معهد برلين للدراسات المتقدمة
يعد معهد الدراسات المتقدمة في برلين ( (بالألمانية: Wissenschaftskolleg zu Berlin)‏ معهدا متعدد التخصصات تأسس عام 1981 في جرونوالد في برلين. يختص المعهد بمشاريع البحث في مجالات العلوم الطبيعية والاجتماعية. تم تصميمه على غرار معهد الدراسات المتقدمة في برينستون. المعهد عضو في بعض المعاهد للدراسات المتقدمة.
يهدف المعهد إلى توفير الفرصة للباحثين والعلماء للتركيز على المشاريع التي يختارونها بأنفسهم لمدة عام دراسي واحد بعيدًا عن المهام الإدارية. يركز المعهد على التوازن بين كبار العلماء المتميزين والباحثين الشباب الواعدين الذين ينتمون إلى مجموعة واسعة من الخلفيات الثقافية. ويرأس المعهد حاليا المؤرخة باربرا ستولبرغ-ريلينجر منذ سبتمبر 2018.